# Saint-Cyr-sur-Mer
Saint-Cyr-sur-Mer este o comună în departamentul Var din sud-estul Franței. În 2009 avea o populație de 11.865 de locuitori.

## Evoluția populației
| An        | 1975  | 1982  | 1990  | 1999  | 2006   | 2009   |
| --------- | ----- | ----- | ----- | ----- | ------ | ------ |
| Populație | 4.728 | 5.685 | 7.033 | 8.898 | 11.797 | 11.865 |